# Watermillock
Watermillock är en by (village) i civil parish Matterdale i grevskapet Cumbria, i nordvästra England. Watermillock var en civil parish 1866–1934 när det uppgick i Matterdale. Parish hade 448 invånare år 1931.  Den har en kyrka.